# VI. Cirill kopt pápa
VI. Cirill (Damanhur, 1902. augusztus 8. – Kairó, 1971. március 9.), a Kopt ortodox egyház pápája volt 1959 és 1971 között.

## Élete
Tizenöt évig élt kolostorban, majd a harmincas években felszentelték kopt ortodox püspöknek. 1959-ben választották meg a Kopt ortodox egyház pápájának.
Halála után nem sokkal a Kopt ortodox egyház szentté avatta.

## Galéria

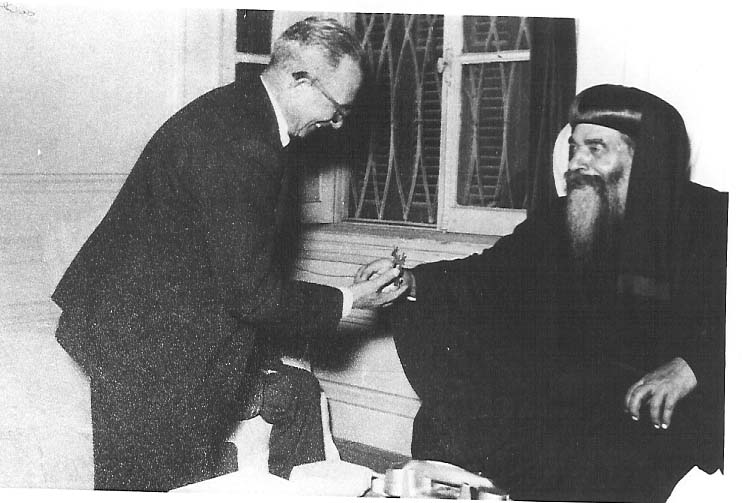
Jobb oldalon 1960-ban
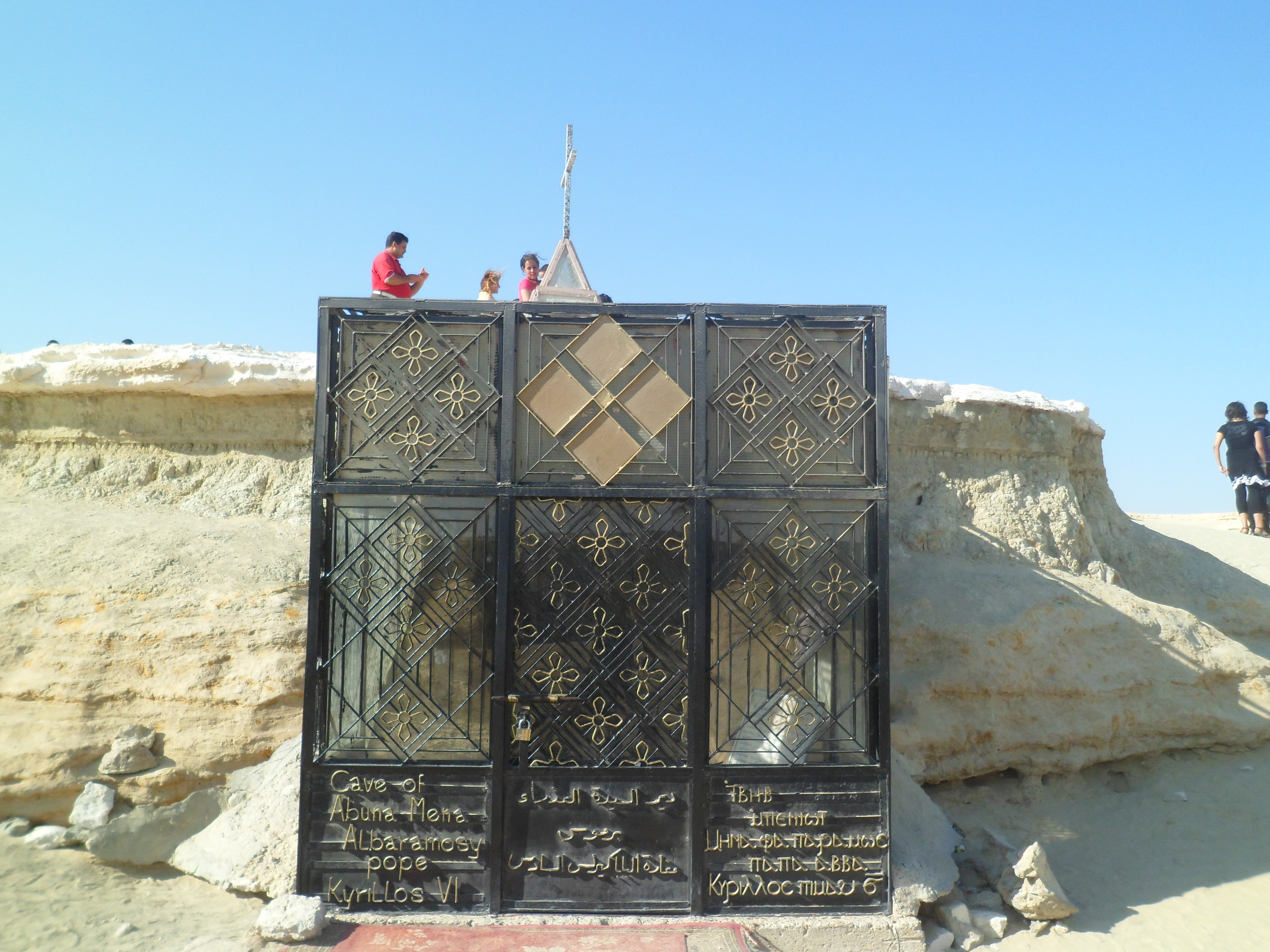
Egy épitmény, amit még VI. Cirill emeltetett Kairóban
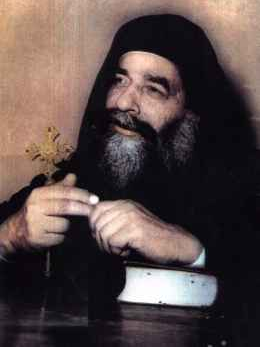

## Fordítás
- Ez a szócikk részben vagy egészben  a   Pope Cyril VI of Alexandria című angol Wikipédia-szócikk ezen változatának fordításán alapul.  Az eredeti cikk szerkesztőit annak laptörténete sorolja fel. Ez a jelzés csupán a megfogalmazás eredetét és a szerzői jogokat jelzi, nem szolgál a cikkben szereplő információk forrásmegjelöléseként.